# Biuletyn Peryglacjalny
Biuletyn Peryglacjalny est une revue scientifique couvrant la recherche sur la géomorphologie périglaciaire. Il a été créé en 1954 à Łódź par le géomorphologue polonais Jan Dylik (en), qui en fut le rédacteur en chef jusqu'en 1972,. La revue a cessé de paraître après 39 numéros en 2000, après avoir joué un rôle important dans le développement de la géomorphologie périglaciaire.